# پلیزنت ریج (آلاباما)
پلیزنت ریج (به انگلیسی: Pleasant Ridge) یک منطقهٔ مسکونی در ایالات متحده آمریکا است که در شهرستان گرین، آلاباما واقع شده‌است. پلیزنت ریج ۹۲٫۹۷ متر بالاتر از سطح دریا واقع شده‌است.